# Mario Ruiz-Díaz
Mario Ruiz-Diaz Moringo (7 ottobre 1955) è un dirigente sportivo, allenatore di calcio a 5 ed ex giocatore di calcio a 5 paraguaiano.

## Biografia
È fratello di Adolfo Ruiz-Díaz, già calcettista e commissario tecnico della Nazionale di calcio a 5 del Paraguay.

## Carriera
Utilizzato nel ruolo di giocatore di movimento, come massimo riconoscimento in carriera ha la partecipazione con la Nazionale di calcio a 5 del Paraguay al FIFA Futsal World Championship 1989 dove i sudamericani sono giunti alla seconda fase, eliminati nel girone comprendente Argentina, Brasile e Stati Uniti.